# Bu (Cameroun)
Pour les articles homonymes, voir Bu.
Bu est une localité du Cameroun située dans la région du Nord-Ouest, le département du Menchum et l'arrondissement de Wum, siège d'une chefferie traditionnelle de 2e degré.

## Géographie
La localité est située à 14 km au sud du chef-lieu communal Wum.

## Population
Lors du recensement de 2005, on y a dénombré 3 989 personnes.
On y parle notamment le mundabli (ou bu), une langue en danger (6b).